# Attack!!
Pour les articles homonymes, voir Attack.
Albums de Yngwie Malmsteen
Live with the New Japan Philharmonic
(2002) The Genesis
(2002)
Attack!! est le treizième album studio d'Yngwie Malmsteen sorti en 2002.

## Liste des titres

### US edition
Toutes les chansons sont écrites et composées par Yngwie Malmsteen, sauf indications.
| No  | Titre                                  | Durée |
| --- | -------------------------------------- | ----- |
| 1.  | Razor Eater                            | 3:27  |
| 2.  | Rise Up                                | 4:33  |
| 3.  | Valley of the Kings                    | 5:43  |
| 4.  | Ship of Fools                          | 4:16  |
| 5.  | Attack!!                               | 4:25  |
| 6.  | Baroque & Roll                         | 5:56  |
| 7.  | Stronghold                             | 4:17  |
| 8.  | Mad Dog                                | 3:24  |
| 9.  | In the Name of God                     | 3:36  |
| 10. | Freedom Isn't Free                     | 4:07  |
| 11. | Majestic Blue                          | 6:03  |
| 12. | Valhalla                               | 6:44  |
| 13. | Iron Clad                              | 4:58  |
| 14. | Air (Malmsteen, Johann Sebastian Bach) | 2:36  |

#### Bonus tracks
Toutes les chansons sont écrites et composées par Yngwie Malmsteen, sauf indications.
| No  | Titre                                       | Durée |
| --- | ------------------------------------------- | ----- |
| 15. | Battlefield                                 | 3:26  |
| 16. | Dreaming (live, Joe Lynn Turner, Malmsteen) | 9:17  |

### Japanese/Korean edition
Toutes les chansons sont écrites et composées par Yngwie Malmsteen, sauf indications.
| No  | Titre                                  | Durée |
| --- | -------------------------------------- | ----- |
| 1.  | Razor Eater                            | 3:27  |
| 2.  | Rise Up                                | 4:33  |
| 3.  | Valley of the Kings                    | 5:44  |
| 4.  | Ship of Fools                          | 4:16  |
| 5.  | Attack!!                               | 4:25  |
| 6.  | Baroque 'n Roll                        | 5:56  |
| 7.  | Stronghold                             | 4:17  |
| 8.  | Mad Dog                                | 3:24  |
| 9.  | In the Name of God                     | 3:38  |
| 10. | Freedom Isn't Free                     | 4:08  |
| 11. | Majestic Blue                          | 6:03  |
| 12. | Valhalla                               | 6:44  |
| 13. | Touch the Sky                          | 5:02  |
| 14. | Iron Clad                              | 4:58  |
| 15. | Air (Malmsteen, Johann Sebastian Bach) | 2:35  |

#### Bonus track
Toutes les chansons sont écrites et composées par Yngwie Malmsteen.
| No  | Titre         | Durée |
| --- | ------------- | ----- |
| 16. | Nobody's Fool | 3:42  |

## Équipe artistique
- Yngwie Malmsteen : guitare, basse, chant sur Freedom Isn' Free
- Derek Sherinian : claviers
- Doogie White : chant
- Patrick Johansson : batterie

## Autour de l'album
- L'album sorti aux États-Unis ne comporte pas le morceau Touch The Sky.
- Ship Of Fools dépeint le groupe lors de la tournée précédente avec les nombreux problèmes qu'il y a eu, particulièrement avec le chanteur Jorn Lande.
- Razor Eater est basé sur un livre de Clive Barker.
- Baroque & Roll est le nom donné à sa musique par Yngwie. ce nom est également celui de son second studio d'enregistrement, ainsi que celui du label qu'il tenta de monter au début des années 2000.